# The Fairy
'The Fairy', connue aussi sous le nom de 'Féerie', est un cultivar de rosier du groupe des polyantha, obtenu par la Britannique Ann Bentall en 1932.

## Description
Ce petit rosier couvrant croît rapidement et fleurit abondamment de juin aux gelées avec des fleurs en bouquets de couleur rose en forme de rosettes non parfumées, mesurant de 3 à 4 cm de diamètre. Son petit buisson atteint 50 cm avec de petites feuilles pointues de couleur vert brillant.
'The Fairy' est issu d'un croisement de 'Lady Godiva' avec un sujet issu de 'Paul Crampel' et 'Lady Gay'. Il est idéal pour recouvrir des murets bas et des bordures. 

## Descendance
'The Fairy' est à l'origine du rosier grimpant 'Climbing The Fairy' qui fleurit de façon moins abondante.

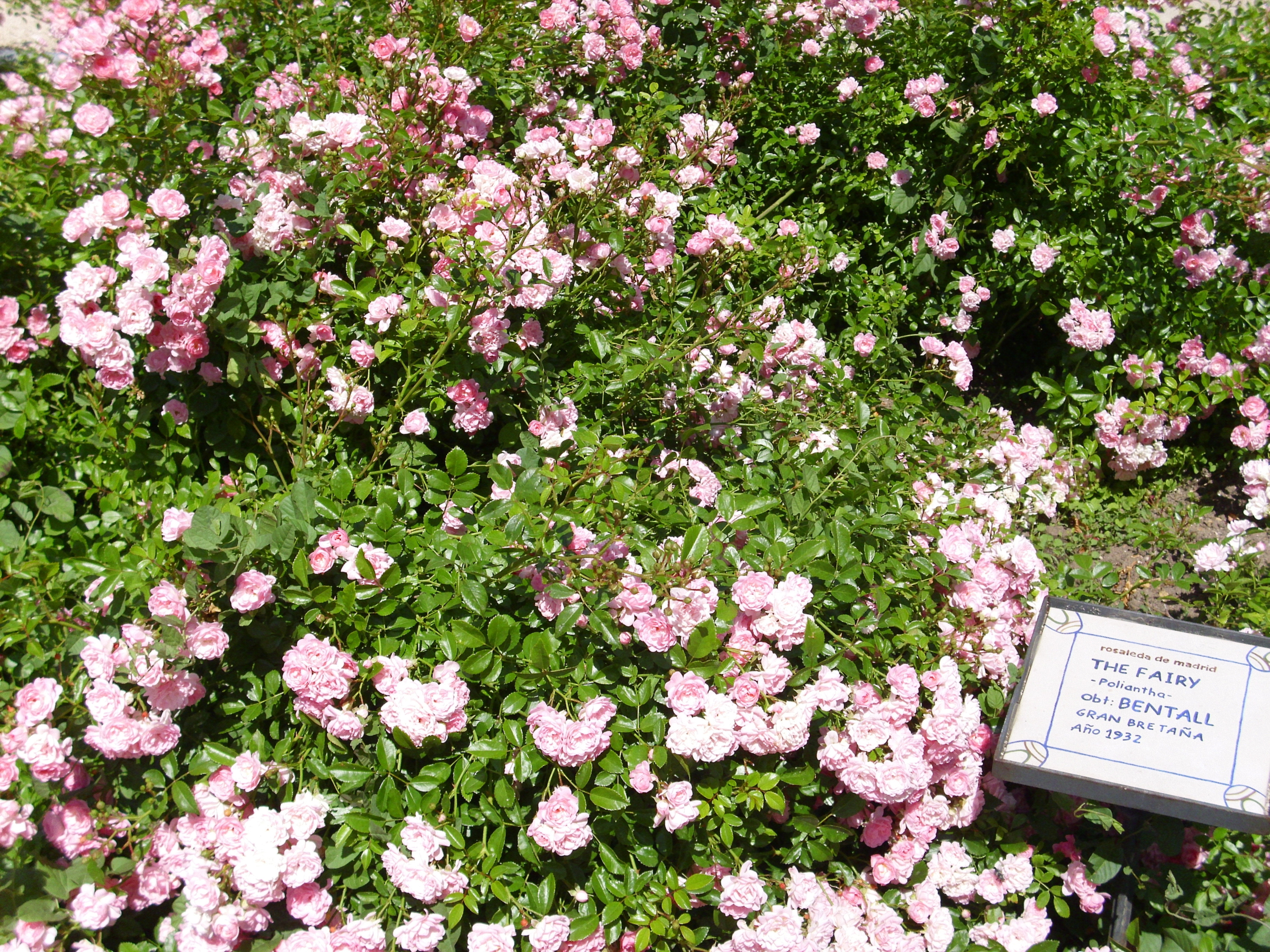
Buissons de 'The Fairy' au parc de l'Ouest de Madrid.

## Distinctions
- 1983, médaille du mérite à la Royal Horticultural Society